# Josip Kosevel
Josip Kosovel, slovenski srednješolski profesor in prosvetni delavec, * 2. februar 1901, Trst, † 13. februar 1963, Trst.

## Življenje in delo
V Trstu je obiskoval ljudsko šolo in nemško klasično gimnaziji do 7. razreda, 8 razred in maturo pa je leta 1920 opravil v Kranju. Na ljubljanski filozofski fakulteti je v letih 1920-1924 študiral slavistiko in germanistiko, doktoriral pa je leta 1937 na Univerzi v Padovi s tezo o Francetu Prešernu. Leta 1924 so ga poklicali v Trst, kjer je nastopil službo gimnazijskega profesorja. V šolskem letu 1925/1926 se je zaposlil na dvorazredni slovenski trgovski šoli, katero je vodil Lavo Čermelj. Tu je ostal do novembra 1929, ko je pobegnil v Jugoslavijo, se kmalu nato vrnil v Italijo ter v Trstu vodil tečaje slovenščine za dijake, ki so hodili v italijanske šole. To je trajalo do 12. junija 1940, ko so ga fašisti zaprli zaradi prosvetno-kulturnega delovanja  in širjenja slovenskih knjig med primorskimi Slovenci. Na tako imenovanem 2. tržaškem procesu je bil obsojen na 15 let ječe. Zaprt je bil v Fossanu pri Cuneu. Februarja 1944 je bil osvobojen iz zapora, vrnil se je v Trst in se povezal z Osvobodilno fronto. Po vojni je bil nastavljen na tržaški radijski postaji. Sodeloval je v oddajah z dnevnimi novicami, istočasno pa je bil še referent za umetnost in srednje šole pri prosvetnem oddelku Pokrajinskega narodnoosvobodilnega odbora za Trst in Primorsko. Bil je predsednik prosvetnega društva Simon Jenko, leta 1948 pa je postal urednik tržaškega Ljudskega tednika in na tem mestu ostal vse do prenehanja izhajanja lista 16. marca 1951. Nato je postal in ostal do smrti najprej upravnik in nato predsednik Narodne in študijske knjižnice v Trstu.
Kosovel je veliko prevajal, pisal članke, gledališke kritike in poročila v časopise Primorski dnevnik in Ljudski tednik. Na radiu je organiziral in vodil oddajo o iskanju vojnih zločincev. 